# Paracoelops megalotis
Paracoelops megalotis är en däggdjursart som beskrevs av Jean Dorst 1947. Paracoelops megalotis är ensam i släktet Paracoelops som ingår i familjen rundbladnäsor. IUCN kategoriserar arten globalt som otillräckligt studerad. Inga underarter finns listade i Catalogue of Life.
Arten hittades 1945 i norra Vietnam och det enda bevarade uppstoppade exemplaret flyttades till ett museum i Paris.
Holotypen har en kroppslängd (huvud och bål) av 45 mm och en vikt av 7 g. Svansen saknas och underarmarna är 42 mm långa. Den del av flygmembranen som ligger mellan bakbenen är fäst vid hälsporrarna. Individen har lång päls, främst på ryggen. Där har håren en brun färg medan öronen är ljusbruna och buken beige. På huvudet finns däremot gyllen gula hår.
Liksom andra rundbladnäsor har Paracoelops megalotis hudflikar (blad) vid näsan. Huvudbladet är hästskoformat och ovanpå finns ett mindre runt blad. De 30 mm långa öronen är ihoprullade och liknar i viss mån en tratt.
Informationer om artens levnadssätt saknas.